# Polyrhachis geometrica
Polyrhachis geometrica är en myrart som beskrevs av Smith 1859. Polyrhachis geometrica ingår i släktet Polyrhachis och familjen myror. Inga underarter finns listade i Catalogue of Life.